# سسنا سایتیشن لنگیتیود
سسنا سایتیشن لنگیتیود (به انگلیسی: Cessna Citation Longitude) یک هواگرد ساختِ کارخانهٔ سسنا در کشور ایالات متحده آمریکا است .